# جویی رامون
جفری راس هایمن (به انگلیسی: Jeffrey Ross Hyman) با نام هنری جویی رامون (انگلیسی: Joey Ramone؛ ۱۹ مهٔ ۱۹۵۱ – ۱۵ آوریل ۲۰۰۱) موسیقی‌دان اهل ایالات متحده آمریکا و خوانندهٔ اصلی گروه پانک راک رامونز بود. او بین سال‌های ۱۹۶۴ تا ۲۰۰۱ میلادی فعالیت می‌کرد و به‌دلیل شخصیت ویژه‌اش در قامت مرد اول رامون‌ها، شمایلی از پادفرهنگ نزد هواداران موسیقی بود.